# Pirmin Zurbriggen
Pirmin Zurbriggen (* 4. Februar 1963 in Saas-Almagell) ist ein ehemaliger Schweizer Skirennfahrer. Er war in den 1980er Jahren einer der herausragenden Athleten im alpinen Skisport und gehört mit 40 Weltcupsiegen zu den erfolgreichsten Skirennfahrern aller Zeiten. Zurbriggen ist Olympiasieger in der Abfahrt und entschied viermal den Gesamtweltcup für sich. Bei seinen drei Weltmeisterschaftsteilnahmen gewann er insgesamt neun Medaillen (viermal Gold, viermal Silber und einmal Bronze). Hinzu kommt der zwölfmalige Gewinn einer Weltcup-Disziplinenwertung. Ausserdem gehört er dem kleinen Kreis jener Läufer an, die in allen fünf Disziplinen Weltcuprennen gewonnen haben. Heute (September 2022) ist Zurbriggen Hotelier. Von 2004 bis 2016 war Pirmin Zurbriggen Präsident des Walliser Skiverbands. Sein Sohn Elia und Pirmin Zurbriggens jüngere Schwester Heidi waren ebenfalls Skirennfahrer.

## Sportkarriere
Der aus dem hinteren Saastal stammende Zurbriggen stand im Alter von vier Jahren erstmals auf Ski und bestritt als Siebenjähriger die ersten Schülerrennen. 1976 wurde er auf der Lenzerheide Schweizer Jugendmeister im Riesenslalom und wiederholte diesen Erfolg 1977 in Sörenberg. Wenige Monate später nahm ihn der Schweizerische Skiverband in die Juniorentrainingsgruppe auf. Bei den Junioreneuropameisterschaften 1980 in Madonna di Campiglio machte er zum ersten Mal international auf sich aufmerksam, als er im Abfahrtsrennen die Goldmedaille gewann.
Am 7. Dezember 1980 kam Zurbriggen in der Abfahrt von Val-d’Isère erstmals im Weltcup zum Einsatz und erreichte den 36. Platz. Die ersten Weltcuppunkte gewann er am 4. Januar 1981 als Fünfter der Kombination in Ebnat-Kappel. In Wengen feierte er am 24. Januar 1982 mit dem Gewinn der prestigeträchtigen Lauberhorn-Kombination seinen ersten Weltcupsieg. Genau zwei Monate später folgte sein erster Sieg in einem Einzelrennen beim Riesenslalom in San Sicario.

### Eintritt in die Weltspitze
Mit zwei Siegen etablierte sich Zurbriggen während der Saison 1982/83 an der Weltspitze. In der Saison 1983/84 entschied er mit insgesamt vier Siegen die Gesamtweltcup-Wertung für sich, in der Riesenslalom-Disziplinenwertung holte er wie Ingemar Stenmark 115 Punkte, jedoch ging die Wertung an den Schweden, weil dieser die grössere Zahl an Siegen hatte. Vor den Olympischen Winterspielen 1984 in Sarajevo zählte Zurbriggen zum engsten Favoritenkreis, doch er konnte dem Erwartungsdruck nicht standhalten. Er schied im Riesenslalom und im Slalom aus und verpasste als Vierter der Abfahrt die Bronzemedaille um zehn Hundertstelsekunden.
Die Saison 1984/85 begann mit einer Siegesserie, wobei die beiden Abfahrtssiege auf der Streif in Kitzbühel den Höhepunkt darstellten. Zurbriggen zog sich dabei jedoch eine Verletzung am Meniskus zu, seine Teilnahme bei den Skiweltmeisterschaften 1985, die drei Wochen später in Bormio stattfand, schien gefährdet. In der Rennbahn-Klinik in Muttenz wurde er mittels einer neu entwickelten Arthroskopie-Methode operiert. Um das «Knie der Nation» entwickelte sich ein in der Schweiz noch nie dagewesener Medienrummel; der rasche Heilungsprozess sorgte täglich für Schlagzeilen. Nur zwei Wochen später stand Zurbriggen zum Erstaunen vieler wieder auf Ski. In Bormio gewann er den Weltmeistertitel in der Abfahrt und im Kombination, hinzu kam die Silbermedaille im Riesenslalom. Aufgrund dieser Ergebnisse wurde er zum Schweizer Sportler des Jahres gewählt. Andererseits verlor er jedoch den Gesamtweltcup, weil er bei zehn Entscheidungen durch die Verletzungspause nicht antreten konnte.
Während der Saison 1985/86 konnte sich Zurbriggen in allen fünf Disziplinen mindestens einmal unter den besten fünf platzieren. Wegen der damals üblichen Streichergebnisse gewann jedoch der Luxemburger Marc Girardelli wie im Vorjahr den Gesamtweltcup. Seine mit Abstand erfolgreichste Saison hatte Zurbriggen 1986/87. Mit insgesamt elf Siegen gewann er nicht nur den Gesamtweltcup, sondern auch vier von fünf Disziplinenwertungen, was ausser ihm bis heute noch niemand geschafft hat. Bei den Skiweltmeisterschaften 1987 in Crans-Montana wurde Zurbriggen Weltmeister im Super-G und im Riesenslalom sowie Zweiter in der Abfahrt und in der Kombination.
Kurios war in dieser Saison sein Sieg in der Lauberhorn-Kombination am 18. Januar, als er diese (als Abfahrts-Neunter und Slalom-Zehnter) konkurrenzlos für sich entschied, weil kein anderer Läufer, der am 17. Januar die Abfahrt bestritten hatte, im Slalom mitgefahren war und somit Zurbriggen als Einziger in der Wertungsliste geführt wurde.

### Erstmals Olympiagold
Auch in der Saison 1987/88 war Zurbriggen äusserst erfolgreich. Bei den Olympischen Winterspielen 1988 in Calgary gewann er die Goldmedaille in der Abfahrt und wurde Dritter im Riesenslalom. Eine weitere Medaille (womöglich Gold) verpasste er in der Kombination, als er – nach seinem Sieg in der «Kombi-Abfahrt» vom 16. Februar (1,61 s Vorsprung auf den auf Rang 5 platzierten späteren Goldmedaillengewinner Hubert Strolz) und nach dem 1. Durchgang beim "Kombi-Slalom" am 17. Februar –, aussichtsreich in der Zwischenwertung auf Rang 1 positioniert, im 2. Lauf nach ca. 30 Sekunden (Laufzeit um 41 Sekunden) stürzte.
Die Entscheidung um den Sieg im Gesamtweltcup fiel erst im letzten Rennen der Saison. Beim abschliessenden Slalom in Saalbach-Hinterglemm wurde Zurbriggen Vierter, während der nach dem ersten Lauf führende Alberto Tomba ausschied. Zurbriggen gewann auch die Disziplinenwertungen Abfahrt und Riesenslalom.
1988/89 gewann Zurbriggen zwar die Disziplinenwertungen im Super-G und im Riesenslalom, musste sich jedoch im Gesamtweltcup Girardelli geschlagen geben. Bei den Skiweltmeisterschaften 1989 in Colorado wurde er Zweiter im Super-G und Dritter im Riesenslalom. 1989/90 konnte Zurbriggen zum vierten Mal den Sieg im Gesamtweltcup feiern, auch entschied er die Disziplinenwertungen im Super-G-Weltcup und in der Kombinations-Weltcup. Das letzte Weltcuprennen seiner Karriere bestritt er am 17. März 1990 in Åre, wo er Elfter in der Abfahrt wurde. Zwei Wochen später veranstaltete er in Crans-Montana ein Abschiedsrennen. In seiner Karriere wurde Zurbriggen viermal mit dem Skieur d’Or der Internationalen Vereinigung der Ski-Journalisten (AIJS) ausgezeichnet.

## Nach dem Rücktritt
Zurbriggen heiratete am 30. Juni 1989 Monika Julen, die mit dem Riesenslalomolympiasieger Max Julen verwandt ist; das Paar hat fünf Kinder. Er übernahm das Hotel seiner Eltern in Saas-Almagell, erwarb ein weiteres Hotel in Zermatt und machte Werbung für mehrere Schweizer Unternehmen. IOC-Präsident Juan Antonio Samaranch ehrte ihn im Juni 2001 mit dem Olympischen Orden. Anlässlich der 100-Jahr-Feier von Swiss-Ski im Juli 2004 wurden Pirmin Zurbriggen und Vreni Schneider zu den «eidgenössischen Jahrhundert-Sportlern des Ski- und Schneesports» gewählt.
Von 2004 bis 2016 war Pirmin Zurbriggen Präsident des Walliser Skiverbands. In dieser Funktion erarbeitete er ein neues Konzept für die Nachwuchsförderung; zudem war er mitverantwortlich beim Aufbau des nationalen Leistungszentrums für Schneesport (NLS) in Brig. Im Februar 2008 gab er bekannt, dass er nicht als Verbandspräsident von Swiss-Ski kandidieren werde. Er erklärte sich aber bereit, im Präsidium mitzuarbeiten, dem er dann etwas mehr als drei Jahre angehörte. Im April 2011 gab er aus privaten Gründen überraschend seinen sofortigen Rücktritt bekannt.

## Erfolge

### Olympische Spiele
- Sarajevo 1984: 4. Abfahrt
- Calgary 1988: 1. Abfahrt, 3. Riesenslalom, 5. Super-G, 7. Slalom

### Weltmeisterschaften
- Bormio 1985: 1. Abfahrt, 1. Kombination, 2. Riesenslalom
- Crans-Montana 1987: 1. Super-G, 1. Riesenslalom, 2. Abfahrt, 2. Kombination
- Vail 1989: 2. Super-G, 3. Riesenslalom, 15. Abfahrt

### Weltcupwertungen
Pirmin Zurbriggen hat viermal den Gesamtweltcup gewonnen (1984, 1987, 1988, 1990), dazu kommen elf weitere Siege in Disziplinenwertungen.
| Saison  | Gesamt | Gesamt | Abfahrt | Abfahrt | Super-G | Super-G | Riesenslalom | Riesenslalom | Slalom | Slalom | Kombination | Kombination |
| Saison  | Platz  | Punkte | Platz   | Punkte  | Platz   | Punkte  | Platz        | Punkte       | Platz  | Punkte | Platz       | Punkte      |
| ------- | ------ | ------ | ------- | ------- | ------- | ------- | ------------ | ------------ | ------ | ------ | ----------- | ----------- |
| 1980/81 | 31.    | 46     | -       | -       | -       | -       | 17.          | 35           | -      | -      | 18.         | 11          |
| 1981/82 | 11.    | 96     | -       | -       | -       | -       | 6.           | 67           | 33.    | 4      | 7.          | 25          |
| 1982/83 | 6.     | 161    | 26.     | 11      | -       | -       | 4.           | 90           | 21.    | 13     | 3.          | 47          |
| 1983/84 | 1.     | 256    | 10.     | 59      | -       | -       | 2.           | 115          | 24.    | 17     | 2.          | 65          |
| 1984/85 | 2.     | 244    | 5.      | 79      | -       | -       | 2.           | 102          | 14.    | 38     | 9.          | 25          |
| 1985/86 | 2.     | 284    | 11.     | 55      | 2.      | 67      | 10.          | 30           | 6.     | 79     | 1.          | 65          |
| 1986/87 | 1.     | 339    | 1.      | 125     | 1.      | 85      | 1.           | 102          | 21.    | 14     | 1.          | 50          |
| 1987/88 | 1.     | 310    | 1.      | 122     | 1.      | 58      | 4.           | 65           | 9.     | 45     | 4.          | 20          |
| 1988/89 | 2.     | 309    | 4.      | 94      | 1.      | 62      | 1.           | 82           | 15.    | 26     | 3.          | 45          |
| 1989/90 | 1.     | 357    | 3.      | 105     | 1.      | 98      | 6.           | 48           | 11.    | 56     | 1.          | 50          |

### Weltcupsiege
Insgesamt hat Pirmin Zurbriggen 40 Weltcuprennen gewonnen (11 Kombinationen, 10 Abfahrten, 10 Super-G, 7 Riesenslaloms, 2 Slaloms). Hinzu kommen 26 zweite Plätze und 17 dritte Plätze. 169 Mal klassierte er sich in Weltcuprennen unter den besten zehn.
| Datum             | Ort                    | Land        |
| ----------------- | ---------------------- | ----------- |
| 11. Januar 1985   | Kitzbühel              | Österreich  |
| 12. Januar 1985   | Kitzbühel              | Österreich  |
| 16. August 1986   | Las Leñas              | Argentinien |
| 5. Dezember 1986  | Val-d’Isère            | Frankreich  |
| 10. Januar 1987   | Garmisch-Partenkirchen | Deutschland |
| 25. Januar 1987   | Kitzbühel              | Österreich  |
| 7. März 1987      | Aspen                  | USA         |
| 9. Januar 1988    | Val-d’Isère            | Frankreich  |
| 29. Januar 1988   | Schladming             | Österreich  |
| 16. Dezember 1989 | Gröden                 | Italien     |

| Datum             | Ort               | Land       |
| ----------------- | ----------------- | ---------- |
| 19. Dezember 1983 | Gröden            | Italien    |
| 20. März 1984     | Oppdal            | Norwegen   |
| 7. Dezember 1984  | Puy-Saint-Vincent | Frankreich |
| 17. März 1985     | Panorama          | Kanada     |
| 28. Februar 1986  | Hemsedal          | Norwegen   |
| 8. März 1987      | Aspen             | USA        |
| 27. November 1988 | Schladming        | Österreich |
| 12. Dezember 1989 | Sestriere         | Italien    |
| 6. Februar 1990   | Courmayeur        | Italien    |
| 10. März 1990     | Hemsedal          | Norwegen   |

| Datum             | Ort         | Land        |
| ----------------- | ----------- | ----------- |
| 24. März 1982     | San Sicario | Italien     |
| 11. Januar 1983   | Adelboden   | Schweiz     |
| 5. März 1984      | Aspen       | USA         |
| 13. Januar 1987   | Adelboden   | Schweiz     |
| 20. Januar 1987   | Adelboden   | Schweiz     |
| 15. Februar 1987  | Todtnau     | Deutschland |
| 29. November 1988 | Val Thorens | Frankreich  |

| Datum             | Ort       | Land     |
| ----------------- | --------- | -------- |
| 10. Dezember 1984 | Sestriere | Italien  |
| 23. Februar 1986  | Åre       | Schweden |

| Datum             | Ort                    | Land        |
| ----------------- | ---------------------- | ----------- |
| 24. Januar 1982   | Wengen                 | Schweiz     |
| 22. Dezember 1982 | Madonna di Campiglio   | Italien     |
| 29. Januar 1984   | Garmisch-Partenkirchen | Deutschland |
| 11. Januar 1985   | Puy-Saint-Vincent      | Frankreich  |
| 19. Januar 1986   | Kitzbühel              | Österreich  |
| 23. Februar 1986  | Åre                    | Schweden    |
| 18. Januar 1987   | Wengen                 | Schweiz     |
| 25. Januar 1987   | Kitzbühel              | Österreich  |
| 22. Dezember 1988 | St. Anton am Arlberg   | Österreich  |
| 12. Januar 1990   | Schladming             | Österreich  |
| 21. Januar 1990   | Kitzbühel              | Österreich  |

### Weitere Erfolge
- Junioreneuropameisterschaften 1980 in Madonna di Campiglio: 1. Abfahrt
- 5 Schweizer Meistertitel (Super-G 1989; Riesenslalom 1986, 1987, 1989; Kombination 1989)
- Sieg bei dem offiziell ersten Super-G der Skisportgeschichte am 10. Dezember 1981 in La Villa (nicht zum Weltcup zählend)[7]
- Sieg bei dem nur zum Nationencup zählenden Super-G von Bormio im Rahmen der World Series of Skiing am 24. November 1982[8]
- Sieg bei dem nur zum Nationencup zählenden Riesenslalom von Bormio im Rahmen der World Series of Skiing am 25. November 1983[9]
- Sieg bei dem nur zum Nationencup zählenden Parallelslalom von Bormio am 22. Dezember 1987.[10]

## Auszeichnungen
- Skieur d’Or: 1984, 1985, 1987, 1990
- Schweizer Sportler des Jahres: 1985

## Sonstiges
Die Schweizer Punk-New-Wave-Band Der böse Bub Eugen brachte 1988 als Single-Auskopplung den Song «Pirmin» heraus. Das Lied erschien kurz vor den Olympischen Winterspielen in Calgary und war eine Art Hommage an Pirmin Zurbriggen, der damals als Favorit nach Kanada reiste.